# Ferdinando Federico Egon di Fürstenberg-Heiligenberg
Ferdinando Federico Egon di Fürstenberg-Heiligenberg (6 febbraio 1623 – Donaueschingen, 28 agosto 1662) fu conte di Fürstenberg-Heiligenberg dal 1635 al 1662.

## Biografia

### Giovinezza
Ferdinando Federico Egon era figlio del conte Egon VIII di Fürstenberg-Heiligenberg (1563-1618) e della contessa Anna Maria di Hohenzollern-Hechingen.

### Conte di Fürstenberg-Heiligenberg
Cresciuto alla corte comitale dei Fürstenberg-Heiligenberg, dal 1635 venne associato al governo con il padre e con il fratello Ermanno Egon, e con quest'ultimo resse in particolare le sorti della contea durante le assenze del padre, in quegli anni impegnato in particolar modo nella Guerra dei Trent'anni sul fronte bavarese, a capo della lega cattolica.

### Morte
Alla morte del fratello, Ermanno Egon associò al governo il figlio di questi, Antonio Egon; alla morte di Ferdinando Federico Egon, nel 1676, Antonio Egon assocerà al governo il primogenito di questi, Massimiliano Giuseppe.

## Matrimonio e figli
Ferdinando Federico Egon sposò Franziska Elisabeth von Montrichier, a Waidhofen, nel 1645, dalla quale ebbe i seguenti eredi:
- Massimiliano Giuseppe (1651-1676), sposò la Contessa Anna Kokorsowec de Kokorczowa;
- Maria Elisabetta Teresa (1650-1717), suora a Buchau;
- Eleonora Filippa (1654-1717), sposò il Conte Giovanni Francesco di Bronckhorst-Batenburg;
- Maria Francesca (1658-1729), suora a Colonia e Thorn.

## Ascendenza
|                                                                   |                                                        |                                          | Genitori                                        |  |  | Nonni |  |  | Bisnonni                                      |  |  | Trisnonni                               |  |
|                                                                   |                                                        |                                          |                                                 |  |  |       |  |  | 8. Joachim, conte di Fürstenberg-Heiligenberg |  |  | 16. Friedrich III, conte di Fürstenberg |  |
|                                                                   |                                                        |                                          |                                                 |  |  |       |  |  | 8. Joachim, conte di Fürstenberg-Heiligenberg |  |  | 16. Friedrich III, conte di Fürstenberg |  |
|                                                                   |                                                        | 17. Anna von Werdenberg                  |                                                 |  |  |       |  |  | 8. Joachim, conte di Fürstenberg-Heiligenberg |  |  |                                         |  |
| 4. Friederich, conte di Fürstenberg-Heiligenberg                  |                                                        |                                          |                                                 |  |  |       |  |  | 8. Joachim, conte di Fürstenberg-Heiligenberg |  |  |                                         |  |
|                                                                   |                                                        | 9. Anna von Zimmern                      | 18. Froben Christoph, conte di Zimmern          |  |  |       |  |  |                                               |  |  |                                         |  |
|                                                                   |                                                        | 9. Anna von Zimmern                      | 18. Froben Christoph, conte di Zimmern          |  |  |       |  |  |                                               |  |  |                                         |  |
|                                                                   |                                                        | 9. Anna von Zimmern                      | 19. Kunigunde von Eberstein                     |  |  |       |  |  |                                               |  |  |                                         |  |
| 2. Egon VIII, conte di Fürstenberg-Heiligenberg                   |                                                        | 9. Anna von Zimmern                      |                                                 |  |  |       |  |  |                                               |  |  |                                         |  |
|                                                                   |                                                        | 10. Alwig II, conte di Sulz              | 20. Johann Ludwig I, conte di Sulz              |  |  |       |  |  |                                               |  |  |                                         |  |
|                                                                   |                                                        | 10. Alwig II, conte di Sulz              | 20. Johann Ludwig I, conte di Sulz              |  |  |       |  |  |                                               |  |  |                                         |  |
|                                                                   |                                                        | 10. Alwig II, conte di Sulz              | 21. Elisabeth von Zweibrücken-Lichtenberg       |  |  |       |  |  |                                               |  |  |                                         |  |
| 5. Elisabeth von Sulz                                             |                                                        | 10. Alwig II, conte di Sulz              |                                                 |  |  |       |  |  |                                               |  |  |                                         |  |
|                                                                   |                                                        | 11. Barbara von Helfenstein-Wiesensteig  | 22. Ulrich XI, conte di Helfenstein-Wiesensteig |  |  |       |  |  |                                               |  |  |                                         |  |
|                                                                   |                                                        | 11. Barbara von Helfenstein-Wiesensteig  | 22. Ulrich XI, conte di Helfenstein-Wiesensteig |  |  |       |  |  |                                               |  |  |                                         |  |
|                                                                   |                                                        | 11. Barbara von Helfenstein-Wiesensteig  | 23. Katharina von Waldburg-Sonnenberg           |  |  |       |  |  |                                               |  |  |                                         |  |
| 1. Ferdinand Friedrich Egon, principe di Fürstenberg-Heiligenberg |                                                        | 11. Barbara von Helfenstein-Wiesensteig  |                                                 |  |  |       |  |  |                                               |  |  |                                         |  |
|                                                                   | 12. Eitel Friedrich I, conte di Hohenzollern-Hechingen | 24. Karl I, conte di Hohenzollern        |                                                 |  |  |       |  |  |                                               |  |  |                                         |  |
|                                                                   | 12. Eitel Friedrich I, conte di Hohenzollern-Hechingen | 24. Karl I, conte di Hohenzollern        |                                                 |  |  |       |  |  |                                               |  |  |                                         |  |
|                                                                   | 12. Eitel Friedrich I, conte di Hohenzollern-Hechingen | 25. Anna von Baden-Durlach               |                                                 |  |  |       |  |  |                                               |  |  |                                         |  |
| 6. Johann Georg, principe di Hohenzollern-Hechingen               | 12. Eitel Friedrich I, conte di Hohenzollern-Hechingen |                                          |                                                 |  |  |       |  |  |                                               |  |  |                                         |  |
|                                                                   |                                                        | 13. Sibylle von Zimmern                  | 26. Froben Christoph, conte di Zimmern (= 18)   |  |  |       |  |  |                                               |  |  |                                         |  |
|                                                                   |                                                        | 13. Sibylle von Zimmern                  | 26. Froben Christoph, conte di Zimmern (= 18)   |  |  |       |  |  |                                               |  |  |                                         |  |
|                                                                   |                                                        | 13. Sibylle von Zimmern                  | 27. Kunigunde von Eberstein (= 19)              |  |  |       |  |  |                                               |  |  |                                         |  |
| 3. Anna Maria von Hohenzollern-Hechingen                          |                                                        | 13. Sibylle von Zimmern                  |                                                 |  |  |       |  |  |                                               |  |  |                                         |  |
|                                                                   |                                                        | 14. Friedrich I, conte di Salm-Neufville | 28. Philipp Franz, conte di Salm-Neufville      |  |  |       |  |  |                                               |  |  |                                         |  |
|                                                                   |                                                        | 14. Friedrich I, conte di Salm-Neufville | 28. Philipp Franz, conte di Salm-Neufville      |  |  |       |  |  |                                               |  |  |                                         |  |
|                                                                   |                                                        | 14. Friedrich I, conte di Salm-Neufville | 29. Maria Aegyptiaca von Oettingen              |  |  |       |  |  |                                               |  |  |                                         |  |
| 7. Franziska von Salm-Neufville                                   |                                                        | 14. Friedrich I, conte di Salm-Neufville |                                                 |  |  |       |  |  |                                               |  |  |                                         |  |
|                                                                   |                                                        | 15. Franziska von Salm                   | 30. Johann VI, conte di Salm                    |  |  |       |  |  |                                               |  |  |                                         |  |
|                                                                   |                                                        | 15. Franziska von Salm                   | 30. Johann VI, conte di Salm                    |  |  |       |  |  |                                               |  |  |                                         |  |
|                                                                   |                                                        | 15. Franziska von Salm                   | 31. Louise de Stainville                        |  |  |       |  |  |                                               |  |  |                                         |  |
|                                                                   |                                                        | 15. Franziska von Salm                   |                                                 |  |  |       |  |  |                                               |  |  |                                         |  |

| Controllo di autorità | VIAF (EN) 88789303 · BAV 495/139516 · CERL cnp00628372 · GND (DE) 129767638 |